# Sphinx phalerata
Sphinx phalerata är en fjärilsart som beskrevs av Kernbach 1955. Sphinx phalerata ingår i släktet Sphinx och familjen svärmare. Inga underarter finns listade i Catalogue of Life.